# Capitù
Pour plus de détails, voir Fiche technique et Distribution.
Capitù est un film brésilien réalisé par Paulo César Saraceni, sorti en 1968.

## Synopsis
Au XIXe siècle, Bentinho voulait devenir prêtre comme son meilleur ami, mais a fini par se marier à son amie d'enfance, Capitù. Après la naissance de son fils, il se persuade que celui-ci n'est pas de lui, mais de son meilleur ami, ce qui détruit sa vie.

## Fiche technique
- Titre : Capitù[1]
- Réalisation : Paulo César Saraceni
- Scénario : Paulo César Saraceni d'après le roman Dom Casmurro de Machado de Assis
- Musique : Marlos Nobre
- Photographie : Mário Carneiro
- Montage : Nello Melli
- Production : Billy Davis et Paulo César Saraceni
- Société de production : Carlos Diegues Produções Cinematográficas, J.P. Produção e Administração Cinematográfica, Luiz Carlos Barreto Produções Cinematográficas, Produções Cinematográficas Imago, Saga Filmes et Tekla Filmes
- Pays :  Brésil
- Genre : Drame et historique
- Durée : 105 minutes
- Dates de sortie : 
  -  Suisse : 6 octobre 1968 (Festival international du film de Locarno)

## Distribution
- Isabella : Capitù
- Othon Bastos : Bentinho
- Raul Cortez : Escobar
- Rodolfo Arena : José Dias
- Nelson Dantas : Padua
- Marilia Carneiro : Sancha
- Maria Morais : Gloria
- Wagner Lancetta : Ezequiel

## Distinctions
Le film a été présenté au Festival international du film de Locarno 1968 et dans le cadre de la première Quinzaine des réalisateurs lors du Festival de Cannes 1969.
Il a par ailleurs remporté trois trophées Candango au Festival du film brésilien de Brasilia : meilleur acteur dans un second rôle pour Raul Cortez, meilleur scénario et meilleurs décors.